# Bedagas
Bedagas is een bestuurslaag in het regentschap Purbalingga van de provincie Midden-Java, Indonesië. Bedagas telt 3956 inwoners (volkstelling 2010).